# Sekundærrute 475
Sekundærrute 475 forløber fra Primærrute 30 ved Starup/Tofterup til Hjerting ved Esbjerg. Den går lige syd om Varde og krydser her Primærrute 11 og 12, som på dette sted har et fælles forløb. I en rundkørsel sydvest for Varde møder den sekundærrute 431.